# Contea d'Olanda
La Contea d'Olanda (in olandese Graafschap Holland) è stata una signoria storica all'interno del medievale Sacro Romano Impero, con capitale a L'Aia.

## Storia
La Contea d'Olanda nasce dalla Contea della Frisia Occidentale, la cui famiglia regnante, i Gerulfingi (detti anche Casa d'Olanda), estese i propri domini dalla Frisia Occidentale al Kennemerland fino ad arrivare a governare tutta l'Olanda. Sebbene il dominio sull'Olanda si fosse consolidato molto tempo prima, solo Teodorico V d'Olanda fu il primo a fregiarsi del titolo di Conte d'Olanda.
Con Giovanni I, morto nel 1299 senza figli, la Casa d'Olanda si estingue e la reggenza della contea d'Olanda passa al parente più prossimo, il cugino Giovanni II appartenente alla Casa d'Avenses e già Conte di Hainaut. Dal matrimonio di Margherita II di Hainaut  nel 1324 con Ludovico il Bavaro, Imperatore del Sacro Romano Impero, la contea passò al figlio Guglielmo III appartenente, per discendenza dal padre, alla Casa di Baviera.
Nel 1433 Giacomina di Hainaut, costretta a cedere i propri possedimenti a Filippo il Buono cedette anche il titolo di Conte d'Olanda alla Casa di Borgogna facendo sì che anche la Contea d'Olanda andasse a costituire con altri possedimenti di Filippo, quelli che furono chiamati Paesi Bassi borgognoni. Filippo istituì la figura dello statolder, un governatore della Contea di sua nomina. Il matrimonio nel 1477 della nipote di Filippo, Maria di Borgogna con Massimiliano I d'Asburgo fece passare nuovamente di mano la Contea d'Olanda. In questo periodo, insieme agli altri possedimenti della Casa d'Asburgo, la Contea entra a far parte delle Diciassette Province.

## Integrazione nella Repubblica delle Sette Province Unite
Con l'atto di abiura del 1581, Filippo II di Spagna dovette concedere l'autonomia alla Repubblica delle Sette Province Unite e la Contea d'Olanda, che ne faceva parte in qualità di provincia, divenne una fondatrice della repubblica. Da allora la Contea d'Olanda fu governata da uno statolder nominato non più dal re ma dagli Stati Generali della Repubblica.
Formalmente la Contea d'Olanda continuò ad esistere fino al 1795, quando con la rivoluzione batava la Repubblica delle Sette Province Unite, rimpiazzata dalla Repubblica Batava, cessò di esistere. Il territorio della contea fu diviso in quattro dipartimenti: Amstel, Delft, Texel, e Schelde en Maas. Dopo il 1813, l'Olanda fu nuovamente una provincia, questa volta del Regno Unito dei Paesi Bassi. Nel 1840 il territorio fu diviso in due parti corrispondenti alle attuali provincie dell'Olanda Settentrionale e dell'Olanda Meridionale.